# آرکاکوی (بورچکا)
آرکاکوی (به ترکی استانبولی: Arkaköy) یک منطقهٔ مسکونی در ترکیه است که در بورچکا واقع شده‌است. آرکاکوی ۶۴۴ نفر جمعیت دارد.